# Tortula novogranatensis
Tortula novogranatensis là một loài Rêu trong họ Pottiaceae. Loài này được (Hampe) Mitt. miêu tả khoa học đầu tiên năm 1869.